# Jardín Tunduru
El Jardín Tunduru es un jardín en el centro de la ciudad de Maputo, Mozambique, denominado Jardim Municipal Vasco da Gama antes de la independencia nacional.
La estructura tiene su origen en el Jardín de la Sociedad de Floricultura de finales del siglo XIX. Fue diseñado en 1885 por el jardinero británico Thomas Honney y profundamente remodelado en 1907, cuando se adoptó el diseño actual. Ha sido sede de la Federación de Tenis de Mozambique.
A finales de 2001 el jardín estaba en un estado avanzado de degradación, de forma que se firmó un protocolo entre entidades públicas y privadas para su rehabilitación por iniciativa del presidente del consejo municipal Daviz Simango. Después de un largo trabajo de rehabilitación finalmente fue reabierto al público el 21 de diciembre de 2015.